# 洛可·希佛帝
洛可·希佛帝（義大利語：Rocco Siffredi，1964年5月4日—），出生於義大利的色情演員和導演，他演出和導演的電影曾多次獲獎。

## 個人生活
希佛帝在1991年與色情模特兒、前匈牙利小姐羅莎·卡拉喬洛（Rosa Caracciolo）結婚，兩人育有兩子。
2004年6月，希佛帝宣布，為了他的小孩，他將不再拍攝色情片，專心在導演及製作人工作。他說：「我的孩子長大了。我不能只是說『爸爸要去工作賺錢養家』。他們想知道更多。」 ，色情導演阿克塞尔·布劳恩（Axel Braun）在《成人影帶新聞》中表示：「問題是，他多年來一直在尋找『王位繼承人』，但這不是簡單的任務。他認為納喬·比達爾是合適的人選，但納丘之後走出了自己的道路。」不過，希佛帝到在5年後復出。至2015年，他宣布再次息影。

## 電影作品
- 羅曼史
- 感官解析

## 站外聯結
- 洛可·希佛帝在互联网电影资料库（IMDb）上的資料（英文）
- Rocco Siffredi - official site - Multy Language （页面存档备份，存于）（英語、義大利語、法語）
- 英文官方網站 （页面存档备份，存于）